# Yiddishkeit

Yiddishkeit (yiddish : ייִדישקייט yidishkeyt), qui signifie littéralement "judaïté" (dans le sens "manière de vivre juive"), est un terme yiddish qui fait référence de manière générale au judaïsme ou plus spécifiquement à des formes de judaïsme orthodoxe, notamment lorsqu'il est utilisé par des Juifs religieux et orthodoxes. Dans un sens plus général, le terme en est venu à signifier la "judaïté" des Juifs ashkénazes en général, et en particulier des Juifs traditionnels parlant le yiddish d'Europe de l'Est et centrale.

## Connotation du mot
Selon le Jewish Chronicle, « Yiddishkeit évoque la vitalité foisonnante du shtetl, le chant mélodieux de l'étude du Talmud émanant du heder et la spiritualité extatique des hassidim. » Plus que le mot "judaïsme", le mot Yiddishkeit évoque le monde d'Europe de l'Est et a une résonance authentique. « Le judaïsme suggère une idéologie, un ensemble de croyances définies comme le socialisme, le conservatisme ou l'athéisme. Le suffixe -keit en allemand, en revanche, signifie -ness en anglais, ce qui convoie une manière d'être. ... Non seulement une croyance mais une manière de vivre organique et englobante, pulsante, respirante. »

## La culture juive ashkénaze
D'un point de vue plus séculier, il est associé à la culture populaire ou aux pratiques populaires des Juifs parlant yiddish, telles que les traditions religieuses populaires, la cuisine juive ashkénaze (en), l'humour yiddish, la vie du shtetl et la musique klezmer, entre autres.
Avant la Haskalah et l'émancipation des Juifs en Europe, au cœur de la Yiddishkeit se trouvaient l'étude de la Torah et des études talmudiques pour les hommes, ainsi qu'une vie familiale et communautaire régie par l'observation de la halakha (lois religieuses juives) pour les hommes et les femmes. Parmi les Juifs haredi d'origine est-européenne, qui composent la majorité des Juifs qui parlent encore le yiddish dans leur vie quotidienne, le mot a conservé cette signification.[citation nécessaire]
Cependant, avec la sécularisation, la Yiddishkeit a commencé à englober non seulement la pratique religieuse juive traditionnelle, mais également un large éventail de mouvements, d'idéologies, de pratiques et de traditions auxquels les Juifs ashkénazes ont participé tout en conservant leur sentiment de "judaïsme". La Yiddishkeit a été identifiée dans les manières de parler, dans les styles d'humour, dans les modèles d'association, dans la culture et l'éducation[citation nécessaire]. Une autre caractéristique souvent associée à la Yiddishkeit est un attachement émotionnel et une identification avec le peuple juif.